# Château de Thubœuf
Ne doit pas être confondu avec Château de Tubœuf.
Pour les articles homonymes, voir Thubœuf.
Le château de Thubœuf était situé en Mayenne, à Nuillé-sur-Vicoin, à 2 500 m à l'est du bourg (47° 59′ 21″ N, 0° 45′ 24″ O

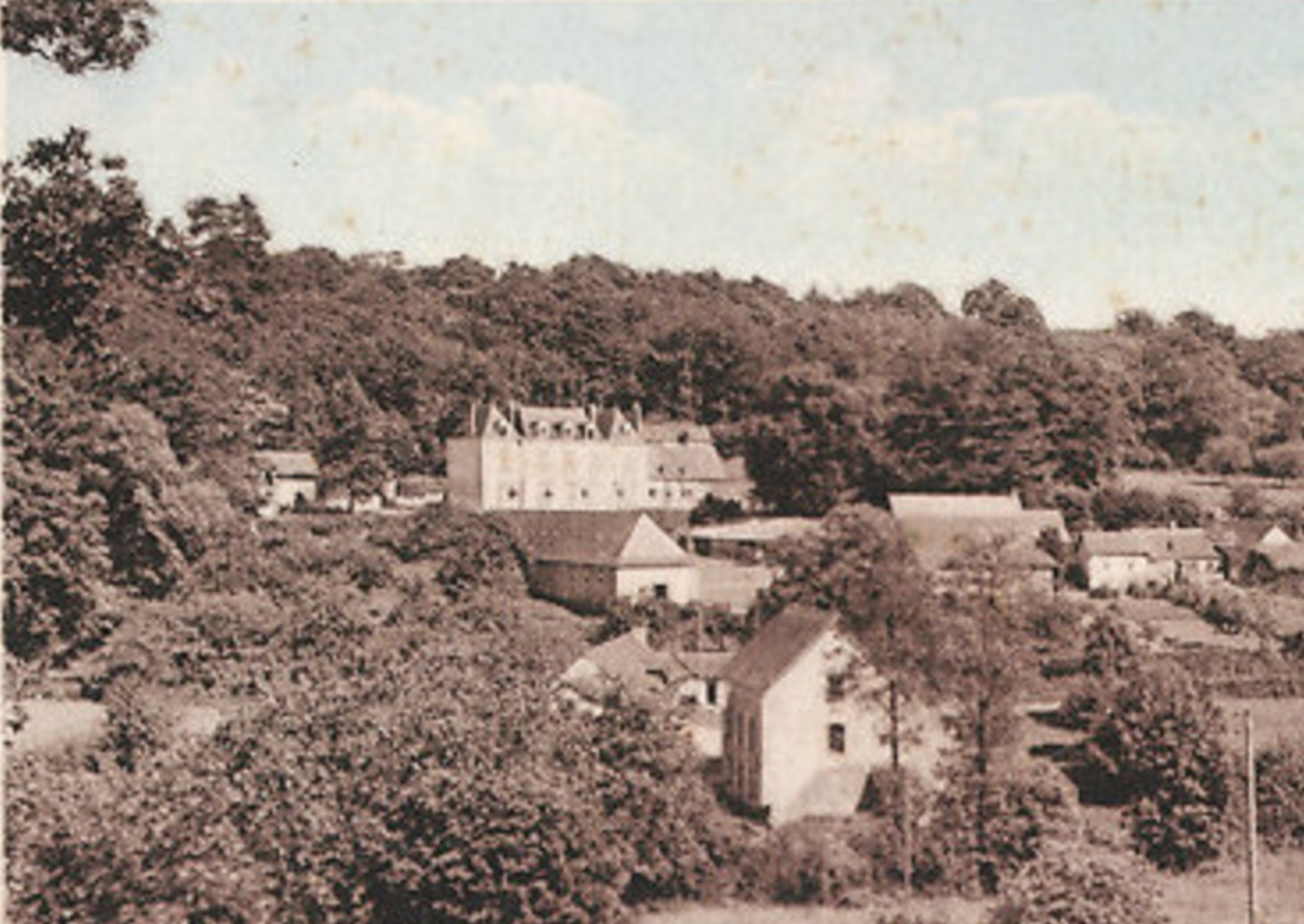
Le château de Thubœuf vers 1900.

).

## Désignation
- Y. de Tuobove, 1070 circa[1] ;
- H. de Tuebof, 1183[2] ;
- J. de Thuebof, 1238[3] ;
- H. de Tubouf, 1378[4] ;
- Tubeuf, manoir[5] ;
- Teubeuf, moulin[6].

## Historique
Fief mouvant de Montchevrier, chargé de 15 jours de garde à la porte Belotoiseau de Laval. Le logis actuel est d'après l'abbé Angot sans style.
La déclaration de 1542 comprend la terre, domaine et féage, hébergement, cour, motte, sçavoir, la maison où demeure le fermier, pressoir, moulins sur le Vicoins et sur le Mayne, les courtilleries de Marthebize, de la Moulnerie et de la Vayrie, droit de chasser, tendre, tezurer à son de cor et cry, de gens et chiens, o cordages, filets meslés, lacts, bacqueteaux, et toutes autres manières de harnays et engins à faire hayes et passeures à prendre toutes manières de bestes sauvaiges, rouges, rousses, noires.
En 1565, les nouveaux possesseurs mentionnent plus brièvement : une vieille maison appelée la maison seigneuriale, un moulin, les courtilleries de Marthebize et de la Monnerie ; le fief montant à 9 livres mal payées, en pauvre païs landoys et infertile sur le chemin de L'Huisserie à Houssay, relevant de Montchevrier.
En 1683, Renée de Chantepie fit construire un nouveau logis par Pierre Levrot, maître-maçon à Laval, qui prit au château de Montjean la pierre nécessaire. Cette maison seigneuriale, dit-on en 1765, était distribuée d'une cuisine, une salle, deux chambres et grenier dessus, le tout, sauf les celliers et la cage d'escalier, de murs anciens, de 34 pieds de long sur 22 de large, et lézardés au pignon nord..

## Liste des seigneurs

### Famille de Thubœuf
- Yves de Thubœuf, vers 1070 ;
- Hugues de Thubœuf, 1188 ;
- Jean de Thubœuf vend la grande dîme de Nuillé à Jean de Nuillé, prêtre, qui en donne le sixième à Saint-Vincent, 1238 ;
- Guyon de Thubœuf, cité dans un conflit entre Guy de Laval, et le commandeur de Thévalle, XIIIe siècle ;
- Guillaume et Jean de Thubœuf, protestataires contre Charles de Valois, 1301 ;
- Guillaume de Thubœuf, seigneur de la Houssaie et de Vauraimbault, mari de Guyonne de la Bilonnière, 1335, 1337 ;
- Jean de Thubœuf, mari d'Isabeau de Brée , dame de la Volue, d'où : # Jeanne et Guillemette, femme d'Ambroise L'Enfant, seigneur de la Patrière , 1380, veuve en 1444 ;
- Guyon L'Enfant , 1460 ;

### Famille de Quatrebarbes

Armes des Quatrebarbes : de sable à la bande d'argent accompagnée de 2 cotices de même.

- Jacques de Quatrebarbes, mari de Julienne Le Porc, 1481, mort en 1529, sans postérité ainsi que Jean, son frère, 1539. Jacques, seigneur de la Rongère acquit le 4 septembre 1516 pour 2 230 livres d'André L'Enfant, seigneur de la Patrière. La vente faite à Angers, devant Jean Lefrère, le 18 juillet 1542, l'était au nom d'Abel de la Jaille, Robert de Chazé, et maître Jean de Nouerieux, procureur de Mathurin de Montalais. Guillaume Chevrays et Jeanne Malabry, sa femme, qui demeuraient au lieu de l'Etang-neuf en Houssay, eurent la maison seigneuriale, court, issues, rues, verger, domayne, métairie, moulin et les deux tiers du fief. Jean Chevrays, fils des précédents, demeurant au lieu de Bréon, en Marigné-Peuton, acquéreur pour un tiers, eut la closerie de Marthebize ; ;
- Guillaume de Quatrebarbes et René du Matz, seigneur de Durtal, 1540 ;
- Pierre Journée, mari de Roberde Chevraie, 1564.

### Famille Cazet
- Jean Cazet, seigneur de la Fontaine, et Jeanne Bignon, sa femme, veuve de Guillaume Marest, acquirent Thubœuf de Pierre Sibille, mari de N. Journée, demeurant paroisse de la Cro..., héritier de Guy Journée, et autres, en 1597. Jeanne Bignon, veuve alors de Jean Cazet, donnait bail en 1619 et, Jacques de Chantepie était seigneur en 1624 du fief de Renée Marest, sa femme.

### Famille de Chantepie
- René Chantepie, 1665, conserve la possession indivise du fief entre lui et Jean Chevraie, seigneur de Marthebize ;
- Jean de Chantepie, du fief de Marie Marest, sa femme, 1657 ;
- Renée de Chantepie, fils unique, 1679 ;
- Renée de Chantepie, veuve de Louis De Brun, 1721, 1747. La terre fut licitée en 1745 par les enfants et les petits-enfants de Louis De Brun et Renée Chantepie en faveur de René-François Moraine de la Motte, fils de Renée De Brun, sur le pied de 23 000 livres. ;
- Angélique-Thérèse De Brun, 1744 ;
- René-François Moraine de la Motte, 1757.

### Famille de Preaulx
- Charles-Marie, comte de Preaulx, 1773. La terre de Thubœuf lui fut adjugée le 19 mars 1763 à la requête de Marie-Françoise Le Moine, veuve de René-François Moraine de la Motte. Par acte du 14 juin 1782, le comte de Preaulx et sa femme (née Marie des Oudets d'Angecourt) donnent à Jeanne Regereau, nourrice de leurs deux enfants, et à Jean Chauvin, son mari, la place et maison du concierge de Thubœuf, cour, jardins, etc., réservés seulement à l'abbé de Préaulx, leur frère, les pêches et abricots[7].
- Charles-Antoine, vicomte de Préaulx, fils du précédent, né en 1788, décéda dans son château de Thubœuf en mars 1868. Il fut maire de Nuillé-sur-Vicoin pendant 56 ans. Il prit part au mouvement légitimiste de 1832 et fut nommé chevalier de la Légion d'honneur en mars 1866.
- Vicomtesse de Preaulx, née Antoinette Duchemin des Cépeaux, veuve du précédent, morte à Laval âgée de 88 ans, le 27 février 1902. Enfant, elle avait écrit sous la dictée de son père Jacques Duchemin des Cépeaux, les Lettres sur la Chouannerie

Des féages de Thubœuf à Varenne, s'étendant en Villiers-Charlemagne, continuèrent d'appartenir à la famille de Quatrebarbes jusqu'à leur annexion à la seigneurie de Villiers dont ils relevaient, 1743.

## Source
- « Château de Thubœuf », dans Alphonse-Victor Angot et Ferdinand Gaugain, Dictionnaire historique, topographique et biographique de la Mayenne, Laval, A. Goupil, 1900-1910 [détail des éditions] (BNF 34106789, présentation en ligne), t. III, p. 773 ; t. IV, p. 893.